# Djuptjärnen (Edefors socken, Norrbotten)
Djuptjärnen är en sjö i Bodens kommun i Norrbotten och ingår i Luleälvens huvudavrinningsområde. Sjön har en area på 0,047 kvadratkilometer och ligger 305,1 meter över havet.

## Delavrinningsområde
Djuptjärnen ingår i det delavrinningsområde (733642-171536) som SMHI kallar för Ovan Skravelbäcken. Medelhöjden är 278 meter över havet och ytan är 69,04 kvadratkilometer. Räknas de 16 avrinningsområdena uppströms in blir den ackumulerade arean 234,89 kvadratkilometer. Kvarnån som avvattnar avrinningsområdet har biflödesordning 3, vilket innebär att vattnet flödar genom totalt 3 vattendrag innan det når havet efter 112 kilometer. Avrinningsområdet består mestadels av skog (75 procent) och sankmarker (15 procent). Avrinningsområdet har 0,49 kvadratkilometer vattenytor vilket ger det en sjöprocent på 0,7 procent.